# MCP-1600
MCP-1600 — многокристалльный микропроцессор, производившийся компанией Western Digital в конце 1970-х — начале 1980-х годов.
Использовался в Pascal MicroEngine (англ.), Alpha Microsystems AM-100 (англ.), и мини-компьютерах DEC LSI-11.
Набор содержал микросхемы трёх типов:
- CP1611 RALU (Register ALU) — микросхема регистрового АЛУ
- CP1621 CON (Control) — управляющая микросхема
- CP1631 MICROM — микросхема программируемого ПЗУ для записи микропрограммы (512 — 22-битных слов)

Микросхемы синхронизировались сигналом частотой 3 МГц и использовали 4 источника питания (+5В, +12В, −12В и −5В).
В наборе могло содержаться до 4-х микросхем MICROM, но 2 или 3 обычно использовались для размещения микропрограммы процессора.
В СССР выпускались клоны CP1611/CP1621 под наименованиями К581ИК1 и К581ИК2.

## Фотографии кристаллов

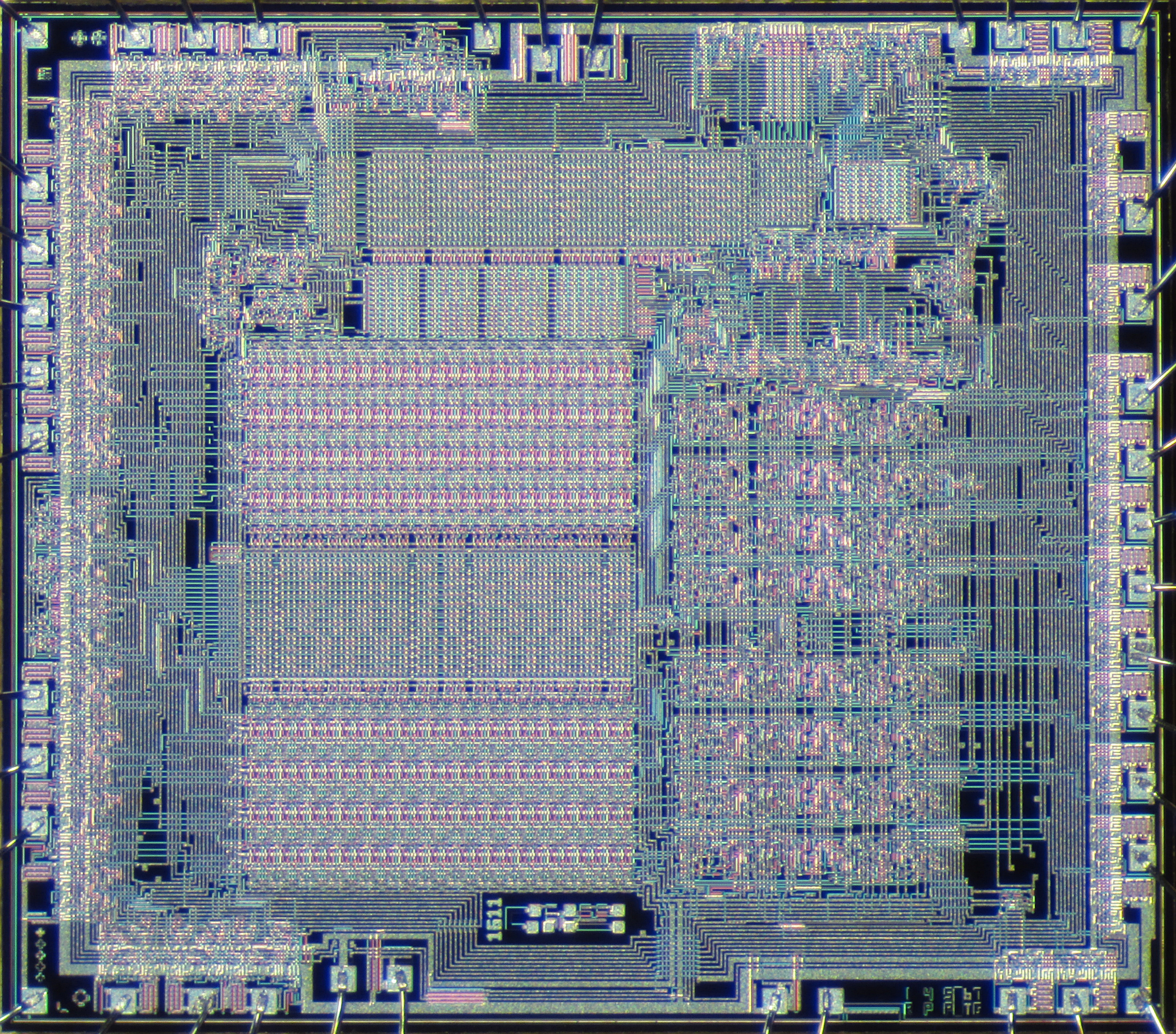
CP1611 RALU
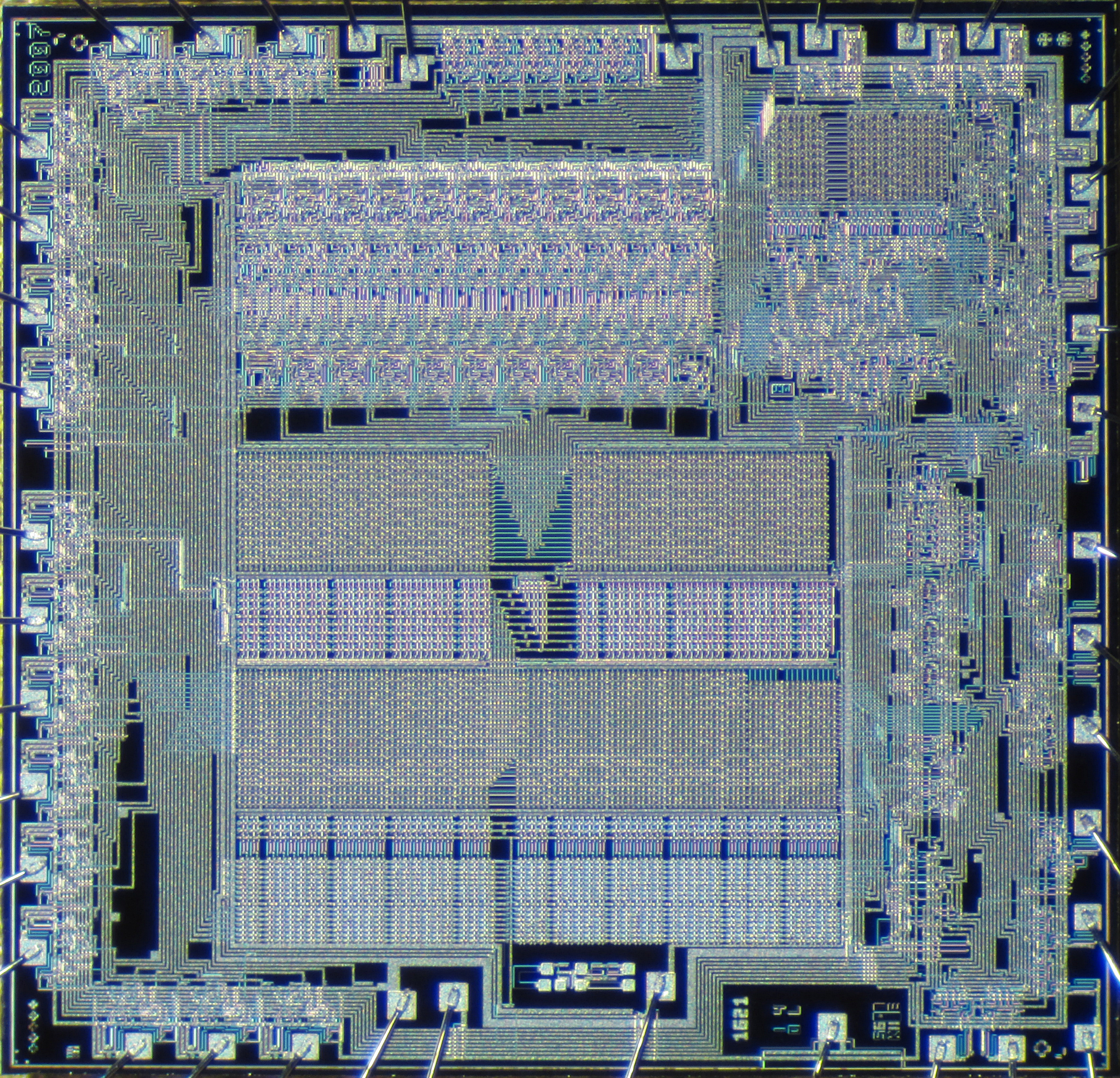
CP1621 CON
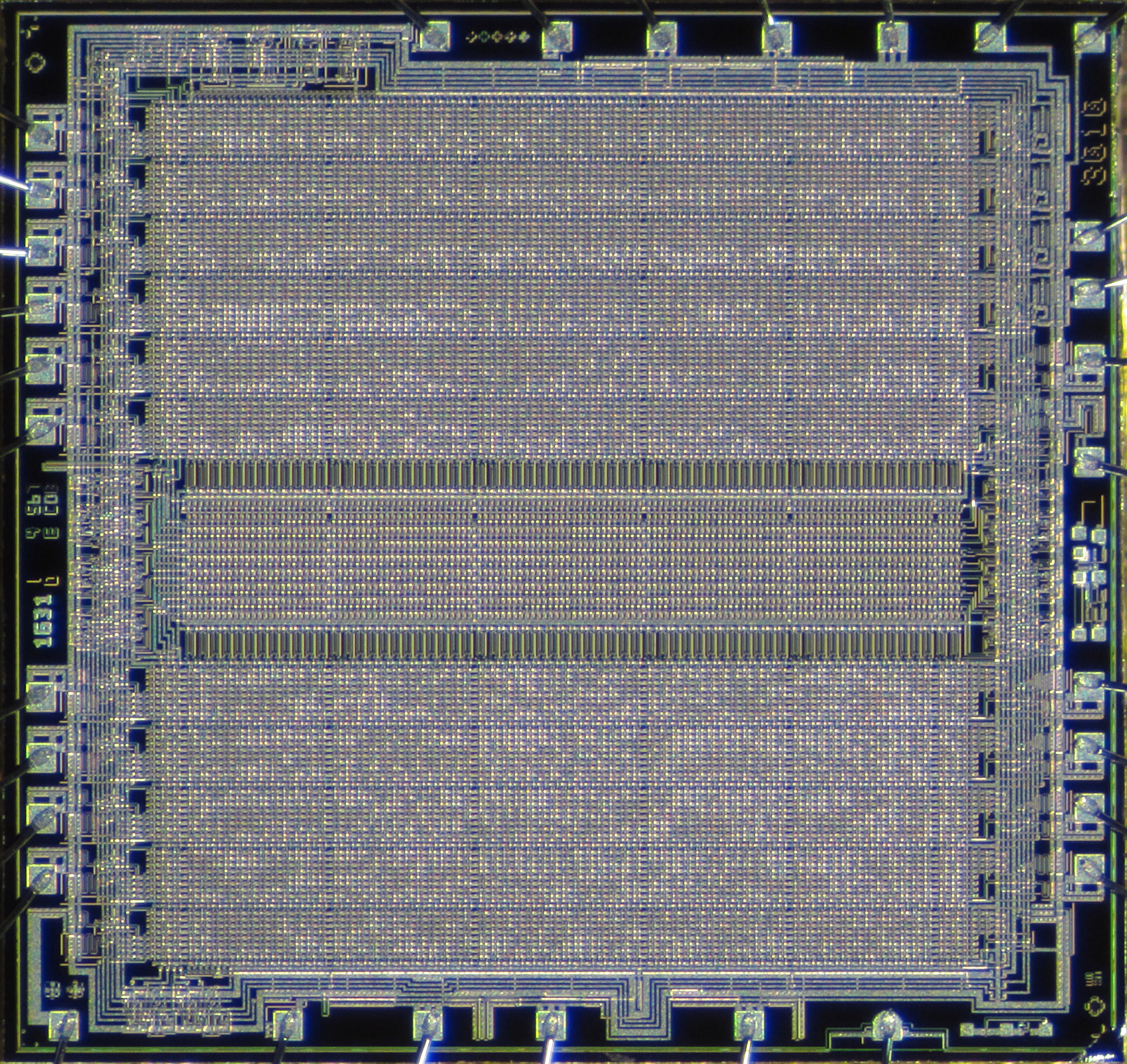
CP1631 MICROM